# Chilobrachys stridulans
Chilobrachys stridulans là một loài nhện trong họ Theraphosidae.
Loài này thuộc chi Chilobrachys. Chilobrachys stridulans được miêu tả năm 1877 bởi Wood Mason.